# Bjørnafjorden
Bjørnafjorden è un comune norvegese della contea di Vestland.
Il comune è stato costituito il  1º gennaio 2020 dall'unione dei comuni di Os e Fusa. Sede amministrativa è la località di Osøyro.